# Ener Bettica
Ener Bettica (Castagnole delle Lanze, 15 febbraio 1907 – Banco di Skerki, 2 dicembre 1942) è stato un militare italiano, ufficiale della Regia Marina durante la seconda guerra mondiale.

## Biografia
Intraprese la carriera militare nel novembre 1927 come allievo dell'Accademia Navale di Livorno conseguendo la nomina a Guardiamarina il 4 aprile 1929. Raggiunta il 5 aprile 1934 la promozione a Tenente di Vascello ebbe il comando della torpediniera Castelfidardo, poi della torpediniera Generale Marcello Prestinari, della torpediniera Circe ed infine della torpediniera Polluce, al cui comando si trovava all'inizio del secondo conflitto mondiale.
Il 16 giugno 1940 al comando della Polluce in acque siciliane, in cooperazione con le altre unità della 13ª squadriglia torpediniere affondò senza superstiti il sommergibile posamine inglese Grampus. Promosso Capitano di Corvetta nel settembre 1940, il successivo 28 ottobre ebbe l'incarico di direttore del Centro Studi ed Esperienze dei Servizi Ottici della Regia Marina di Pola lasciando tale mansione il 5 novembre 1942, quando venne designato comandante del cacciatorpediniere "Folgore".
Nel dicembre del 1942 il Folgore ingaggiò presso i Banchi di Skerki (tra la Sardegna e l'Africa settentrionale) un furioso combattimento contro le soverchianti forze alleate della Royal Navy. Inizialmente furono usati i siluri con i quali forse veniva colpito l'incrociatore Sirius, e poi i cannoni, scatenando una furibonda reazione avversaria.
Il Folgore fu rapidamente colpito da numerosi proiettili che provocarono gravissimi danni e incendi. Tuttavia la nave proseguì il combattimento fino ad esaurimento delle munizioni, tentando poi di dirigere su Cagliari, ma i danni ricevuti ne provocarono uno sbandamento tale da impedirne la salvezza.
Messo in salvo l'equipaggio, il comandante Ener Bettica si inabissava con la nave alle ore 01:16 del 2 dicembre 1942. Nella furiosa battaglia del Banco Skerki che costò più di 2200 caduti, solo del Folgore perirono 4 ufficiali, 13 sottufficiali e 107 marinai.

## Riconoscimenti
Al comandante Bettica, decorato con la Medaglia d'Oro al Valor Militare alla memoria è stato intitolato un pattugliatore della Classe Comandanti
Il comune di Castagnole delle Lanze ha intitolato al comandante Bettica la via principale che attraversa il centro storico.
A Lido di Ostia (ROMA) esiste una Piazza intitolata al Comandante Ener Bettica.

## Onorificenze
Ottenuto il comando di un cacciatorpediniere, nel corso di un aspro combattimento notturno contro una formazione avversaria, composta di incrociatori e cacciatorpediniere, con impavido animo si lanciava due volte all'attacco delle unità nemiche e, incurante della violenta reazione, con freddo ardimento e serena abilità, riusciva a portare a segno i suoi siluri, dalle distanze più serrate, con sicuro effetto distruttivo di una delle navi avversarie.
Gravemente colpita la sua unità in più parti, trovandosi nel cuore della formazione nemica, ed esauriti i siluri, proseguiva per oltre mezz'ora di combattimento col cannone fino all'estremo limite di ogni possibilità.